# Tachina antennata
Tachina antennata là một loài ruồi trong họ Tachinidae.